# Arquitectura del Pakistan

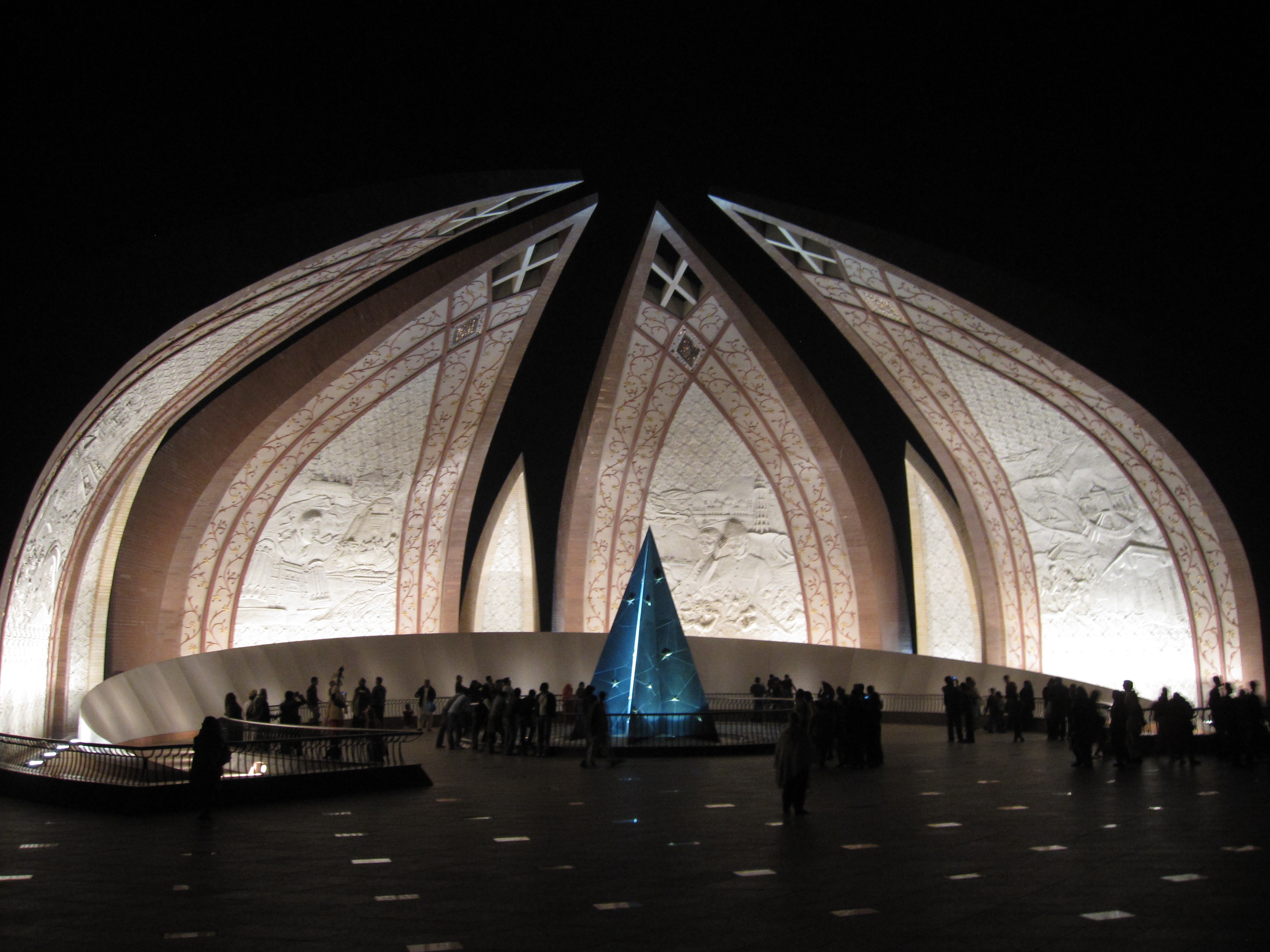
Monument del Pakistan situat a Islamabad

L'arquitectura del Pakistan comprèn les construccions realitzades al llarg de la història en el que actualment és el territori del Pakistan. Amb el sorgiment de la civilització de la vall de l'Indus, a mitjans del III mil·lenni aC, es desenvolupa en aquesta regió una civilització amb grans estructures urbanes. Posteriorment, dins de l'arquitectura budista, va aparèixer l'estil Gandhara, que prenia elements de l'antiga Grècia. A la ciutat de Tàxila poden trobar-se restes d'aquest estil arquitectònic.

## Civilització de la vall de l'Indus

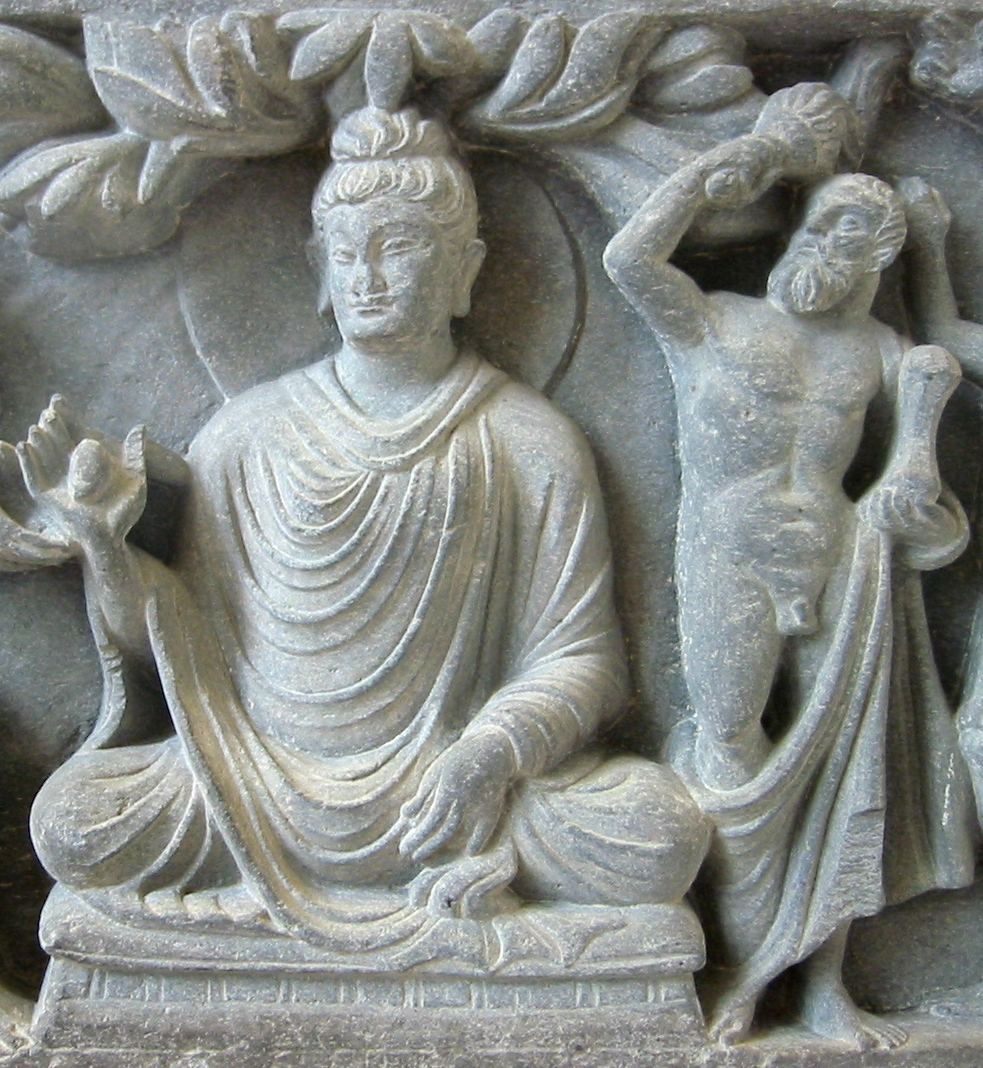
Un exemple de la barreja entre els estils grec i budista: Representació de Siddharta Gautama i Hèracles

S'han realitzat excavacions en nombroses ciutats antigues, entre elles Mohenjo-Daro, Harappa i Kot Diji, que tenen una estructura uniforme amb grans carrers i instal·lacions de sanejament i drenatge. La majoria de construccions descobertes pertanyen a edificis públics com banys i tallers. Es van utilitzar per a la construcció fusta i loam. Els temples de grans dimensions, com els trobats en altres ciutats antigues, s'han perdut. Amb la caiguda d'aquesta civilització les estructures van patir danys considerables.
Desafortunadament, poc se sap d'aquesta cultura, en part perquè va desaparèixer al voltant de 1700 aC per raons desconegudes i perquè el seu llenguatge no ha pogut ser desxifrat. Les proves que han arribat fins als nostres dies suggereixen que es tractava d'una civilització avançada. Es calcula que ciutats com Harappa o Mohenjo-Daro (que significa Ciutat dels morts) tenien una població d'uns 35.000 habitants. Les ciutats s'organitzaven de forma quadricular, amb habitatges sense finestres construïdes amb maó forn al voltant d'un pati central. Aquestes ciutats també comptaven amb ciutadelles, on es trobaven els edificis públics i religiosos, piscines de grans dimensions dedicades a banys rituals, graners on s'emmagatzemaven els aliments i un complex sistema cobert de clavegueram i desguassos, similars als realitzats pels enginyers romans uns 2000 anys més tard.

## Arquitectura budista i hindú
Amb l'auge del budisme es van tornar a desenvolupar monuments arquitectònics destacables, que han arribat fins als nostres dies. A més, la influència persa i grega van portar al desenvolupament de l'estil grecobudista a partir del segle I dC. L'esplendor d'aquest estil es va assolir amb l'estil Gandhara. Entre les restes més importants de l'arquitectura budista trobem estupes i altres edificis amb estàtues gregues fàcilment recognoscibles, a més d'elements estilístics com columnes de suport que, juntament amb restes d'altres èpoques, es troben a Tàxila, a l'extrem nord del Panjab. Un exemple particularment bell de l'arquitectura budista són les ruïnes del monestir budista de Takht-i-Bahi, a la província del nord-oest.

## Arquitectura Mogola

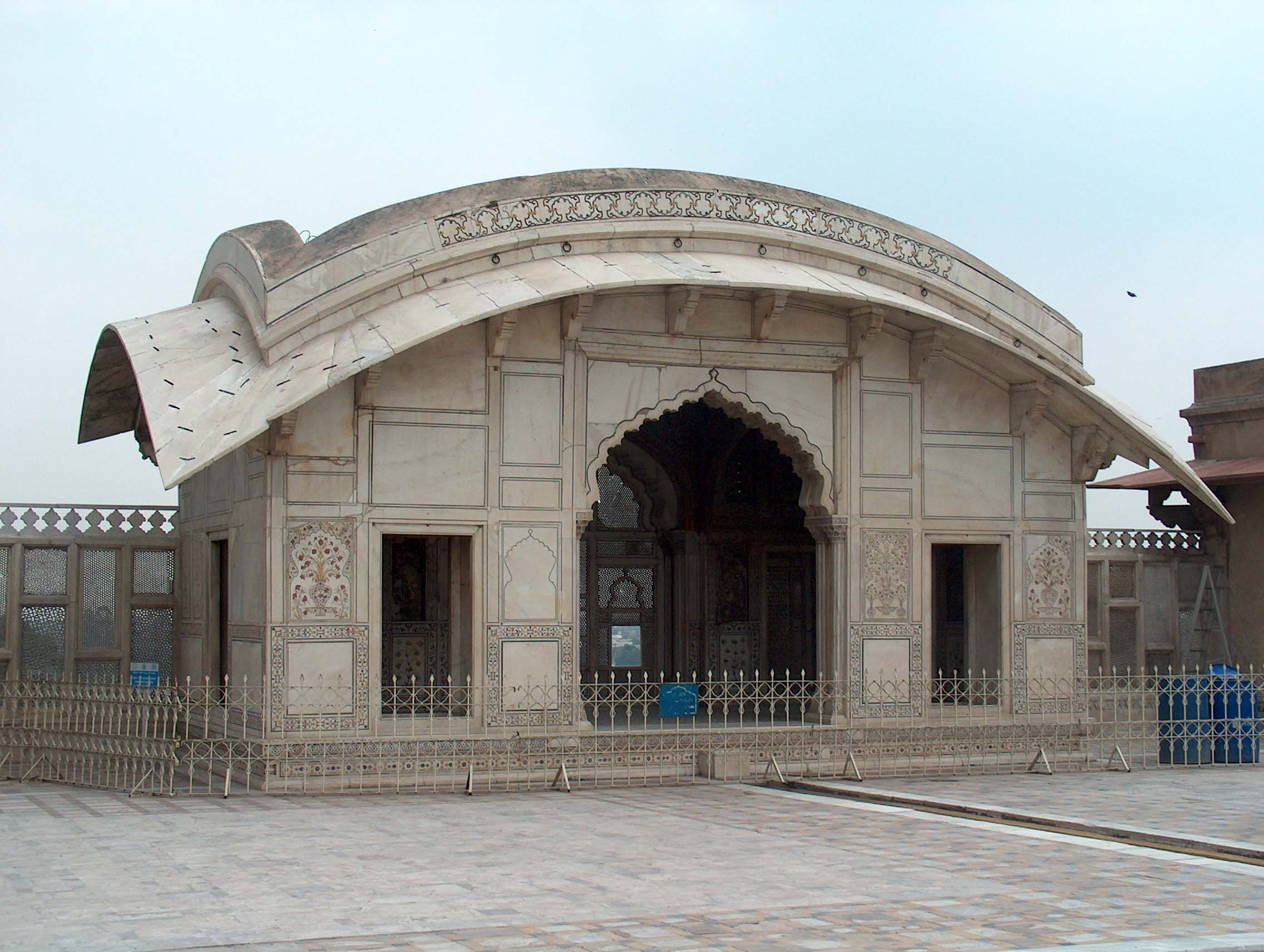
Arquitectura mogola: Pavelló de Naulakha (1633), situat a la fortalesa de Lahore

L'arribada de l'islam a l'actual Pakistan durant el segle viii aC va causar el declivi de l'arquitectura budista. No obstant això, va tenir lloc una petita transició cap a l'estil arquitectònic islàmic, principalment iconoclasta. La forma en què es van construir les primeres mesquites, amb decoració, és molt similar a la de l'estil àrab. El primer exemple d'una mesquita de l'era primerenca de l'islam al sud d'Àsia és la mesquita Mihrablose de Banbhore, de l'any 727, el primer lloc dedicat al culte musulmà en el subcontinent indi. Sota el govern del sultà de Delhi va tenir més influència l'estil persa-centreasiàtic que l'àrab. L'Iwan, amb parets en tres costats deixant un espai obert en el quart, és característic d'aquest estil. El més important dels pocs edificis descoberts d'estil persa és la tomba del Shah Rukn-e-Alam (construïda entre 1320 i 1324) a Multan. A inicis del segle xvi, l'estil indoislàmic estava en el seu major auge. Durant l'era mogola es van barrejar els elements estilístics de l'estil islàmicopersa per donar lloc a algunes de les formes més alegres de l'art de l'Hindustan. Lahore, residència a vegades dels governants mogols, exhibeix multitud d'edificis imperials d'importància, entre ells la mesquita de Badshahi (construïda en 1673-1674), la fortalesa de Lahore (segles xvi i xvii) amb la famosa porta Alamgiri, la mesquita de Wazir Khan (1634-1635) i altres mesquites i mausoleus. La mesquita de Shahjahan de Thatta, a Sindh, també pertany al període mogol. No obstant això, exhibeix característiques estilístiques parcialment diferents. Singularment, les innombrables tombes dels Chaukhandi són d'influència oriental. Tot i haver estat construïdes entre els segles xvi i xviii, no posseeixen similituds amb l'arquitectura mogola. L'activitat arquitectònica dels mogols va decaure al segle xviii i posteriorment no es van tornar a construir projectes arquitectònics destacables.

## Arquitectura colonial britànica
El Palau de Mohatta, a Karachi, és un bon exemple de la barreja entre l'arquitectura islàmica i la britànica
Durant l'època colonial britànica es van construir edificis d'un estil principalment indoeuropeu, sorgit d'una barreja entre elements europeus i indoislàmics. Entre les obres més destacades es troben el Palau de Mohatta i el Frere Hall, tots dos situats a Karachi.

## Arquitectura postcolonial
Després de la independència, el Pakistan va voler reafirmar la seva recent identitat nacional mitjançant l'arquitectura. Això és apreciable en els edificis moderns, com la mesquita Faisal d'Islamabad. A més, edificis tan importants com el Minar-e-Pakistan de Lahore o el mausoleu de marbre blanc Mazar-e-Quaid per al fundador de l'estat van expressar la identitat de l'estat naixent. El monument del Pakistan, situat a Islamabad, és un dels exemples més recents de la moderna arquitectura pakistanès.

## Patrimoni de la Humanitat
Actualment hi ha sis llocs considerats com a Patrimoni de la Humanitat segons la UNESCO:
- Restes arqueològiques de Mohenjo-Daro
- Ruïnes budistes de Takht-i-Baji i les restes de la seva ciutat veïna, Sahr-i-Balol
- Fortalesa de Lahore i Jardins de Shalimar
- Monuments històrics de Thatta
- Fort de Rohtas
- Tàxila